# Панасовка (Николаевская область)
Панасовка (укр. Панасівка) — село в Казанковском районе Николаевской области Украины.
Основано в 1924 году. Население по переписи 2001 года составляло 87 человек. Почтовый индекс — 56052. Телефонный код — 5164. Занимает площадь 0,189 км².

## Местный совет
56052, Николаевская обл., Казанковский р-н, с. Червоная Знаменка, ул. Пигарёва, 4